# 安达木河
40°36′16″N 117°15′52″E / 40.6044142°N 117.2645339°E
安达木河是北京地区的一条河流，为潮河的支流。
又称乾塔木河。两个源头分别在河北省滦平县涝洼村和承德县乱石洞子，在北京市密云县境内曹家路村汇合后，称安达木河，在桑园村西边汇入潮河。全长68公里，流域面积364.31平方公里。流域内建有遥桥峪水库。